# Aprica-hágó
Az 1176 méter magasságban fekvő Aprica-hágó (olaszul: Passo dell’Aprica) lapos nyerge az egyik legfontosabb és legrégibb átjáró az olaszországi Valtellina (Veltlin-völgy) és Camonica-völgy (Val Camonica, Valcamonica) területe közt. Közvetlen közelében, tőle keletre, jóval alacsonyabb magasságban található a hágónak is nevet adó Aprica település.

## A környezet

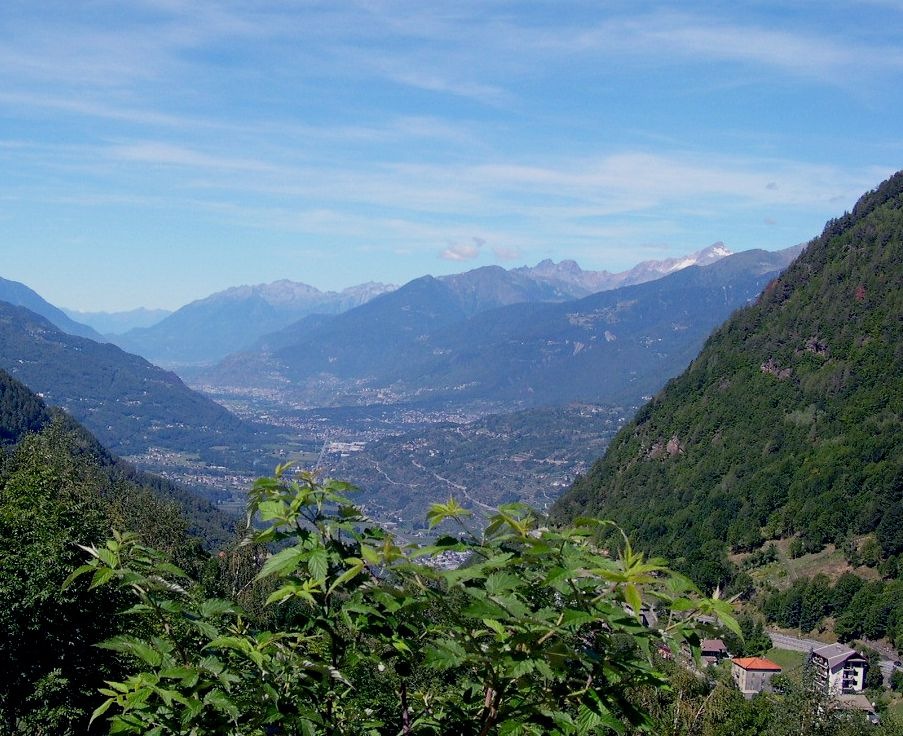
Aprica-hágó környezete nyáron

A  hágóút (39. sz.) Teglio-nál ágazik le az Adda folyó nyugati völgye (Valtellina, Veltlin) felől érkező, s a Stilfs-hágó (Stilfers Joch, Passo Stelvio) felé haladó 38. sz. főútból, majd egy meredek kanyar után, keleti irányban haladva,  Edolónál (29 km) csatlakozik a déli Camonica-völgy (Val Camonica) felől érkező, 42. sz. főúthoz, majd ezzel egyesülve keleti irányban halad tovább a Sole-völgy (Val di Sole) a Tonale-hágó felé. Ez a kelet-nyugati völgyvonulat kifliszerűen  szegélyezi délről az Ortler-csoportot, s már történelmileg is egyik legfontosabb kelet-nyugati irányú alpesi közlekedési folyosónak számított. Felszíni és klimatikus sajátosságaiból adódóan kiemelkedő jelentőségű turisztikai, idegenforgalmi célterületnek számít.

## A hágó elnevezése
Az itáliai Giovanni da Lezzo tudósítása szerint az Aprica-hágó ősrégi elnevezése egykoron „Montagna di Camuzone” volt. Az apricai San Pietro templom körül egy kis település jött létre, ami Valtellina területéhez tartozott. Azonban ekkor a területhatárok még bizonytalanok voltak, s ezért 1572. szeptember 25-én az érdekeltek összejöttek, s ekkor a régi határvonalat végleg rögzítették. Ebben az időben az Aprica-hágót is St. Peter-nek hívták, de már ekkor nevezték Aurigának, vagy Abrigának is. Ez az elnevezés az átjáró északi részéről származik, amelyet  „Zapelli d’Auriga”-ként említenek. Itt a hágónak  egy hosszabb veszélyes szakasza vezetett, az ottani szikla vonalában. Ezt a szakaszt 1600-ban olyan jól építették ki, hogy hátas- és málháslovak már biztonsággal tudtak közlekedni rajt.

## A hágóút és története
Amíg Valtellina területe a szomszédos térségek árnyékában volt, addig az Aprica is csak jelentéktelen hágót jelentett. Fontossága először a késő középkorban bontakozott ki, amikor Velence ebben az irányban is jelentős szárazföldi területekkel rendelkezett. Ez addig tartott, amíg erről, az előtérnek számító területről vissza nem szorult. A velenceiek számára a hágó jelentősége különösen olyankor volt fontos, amikor háborúskodások idején a tiroli hágókat nem tudták használni, s csupán a svájci kantonokon (Bündner Land) át tudták szállítmányaikat északnyugatra eljuttatni. (Egyébként ugyanekkor jellemző az, hogy a szövetségiek soha sem akarták hatalmukat a Valtellinára kiterjeszteni.) A késő középkorban aztán az ősi málhás utat (Saumweg-et) közlekedési úttá építették át. Az út elkészültét követően a hágó közlekedési forgalma gyorsan növekedett, de ez a virágzás nem tartott sokáig. Az újkor kezdetétől jelentkező, s a velencei hatalmi területekre irányuló támadások sűrűsödésével az Aprica is sorozatos hadi zaklatásoknak volt kitéve.
A franciák 1548-ban Apricán keresztül futárszolgálatot létesítettek Chur és Velence között, hogy az ellenséges  spanyol-habsburg uralom alatt álló tartományokat kikerüljék. Ebben az időben szerződés is létrejött Graubünden és Velence között arról, hogy az Apricán át haladó málhás utat korszerűsítik. Azonban az ehhez szükséges anyagiakkal csak a velenceiek rendelkeztek, s így az útvonalnak csak az Apricáig terjedő szakasza épült meg. Továbbfolytatásaként a régi málhás út maradt meg, s ezt a közlekedésre való alkalmasság érdekében csak állapotfenntartással (állagmegóvással) látták el.
Ezen idő alatt más távolsági útvonalakat jobban kiépítettek, aminek következtében a forgalom azokra tevődött át, így például az észak-déli közlekedés a Gavia-hágó-ra és a San Marco-hágóra. Az Aprica-hágóút melletti települések megpróbálták ezt a politikai körülmények miatt keletkezett hátrányt megszüntetni azzal, hogy az útvonalat saját maguk felújították, de a kereskedők az Aprica iránt már csak csekély érdeklődést tanúsítottak. Aztán a 18. században jelentkezett egy újabb, nagyobb érdeklődés az útvonal iránt, de a régi nagy jelentősége már nem tért vissza.

## Közlekedésfejlesztési tervek
A 19. század végén egy keskeny-nyomtávú vasút terve érintette Apricát. A vonal, amely Tiranót, a megépítendő (és meg is épült) Bernina-vasút végpontját a Tonale-hágó-n keresztül közvetlenül Trentóval (Trient, Trident) kapcsolta volna össze. Ez a tervezett vonal, az akkori tervek szerint a keskeny-nyomtávú Maloja, Inntal illetve Ofenbahn  és Rhätische Bahn vonalakkal összehangoltan Graubünden területére olyan hatékony és lendületes keskeny-nyomtávú hálózatot jelentett volna, amely e központi terület gazdasági és turisztikai érdeklődését és igényeit napjainkig biztonságosan kiszolgálhatta volna. (Ma a Bernina-hágón át Engadinból érkező vasútvonal végpontja Tirano. Teglión (a hágóút kicsatlakozási pontján) át tovább halad nyugatra. A hágóút keleti végén Edolónál a Camonica-völgyön át haladó vasút végállomása van. A hágóút 29 km-nyi szakaszán azonban ma sincs kiépített vasúti kapcsolat.)
Az 1970-es, 1980-as éveiben egy olyan gyorsforgalmi utat is terveztek, amely a Maloja-hágó illetve a Stilfser-hágó egyidejűleg tervezett gyorsforgalmi újaival kapcsolta volna össze a jelentős iparral rendelkező, közeli Camonica-völgyet. Ez a gyorsforgalmi útfejlesztés sem valósult meg, így az Aprica-hágó emelkedőit kiváltó Aprica-alagút sem.

## Napjainkban
Ma az Aprica-hágó és települése kellemes télisport területként ismert.

## Ideiglenes képgaléria
,  ,  ,  ,  ,  , ,  ,  ,  ,